# Cottonwood (Teksas)
Cottonwood – miasto w Stanach Zjednoczonych, w stanie Teksas, w hrabstwie Kaufman.